# Коляда Василь Олексійович
Васи́ль Олексі́йович Коляда́ (нар. 1920 — пом. 1953) — радянський військовий лікар, Герой Радянського Союзу (1943). У роки німецько-радянської війни командир взводу носильників 574-го стрілецького полку 121-ї стрілецької дивізії (60-та армія).

## Життєпис
Народився 14 січня 1920 року в місті Валки, нині Харківської області, в родині робітника. Українець. Після здобуття середньої освіти працював учителем початкових класів.
До лав РСЧА призваний Валківським РВК у 1939 році. Закінчив курси санінструкторів та у 1941 році — Харківське військово-медичне училище. Член ВКП(б).
Учасник німецько-радянської війни з 1941 року. 19 лютого 1942 року під Воронежем дістав важке поранення і тривалий час перебував у шпиталі.
Командир взводу носильників 574-го стрілецького полку 121-ї стрілецької дивізії старший лейтенант медичної служби В. О. Коляда особливо відзначився під час битви за Дніпро. У період запеклих боїв з прориву оборони супротивника на підступах до Дніпра він особисто виніс з поля бою 30 поранених солдатів і офіцерів, надав їм першу медичну допомогу і своєчасно евакуював до медсанбату. 28 жовтня 1943 року він зі своїм взводом одним з перших на човнах форсував річку Дніпро північніше Києва і негайно розпочав свою роботу. Під час боїв за село Ясногородку Вишгородського району Київської області у важких умовах, ризикуючи життям, старший лейтенант В. О. Коляда евакуював з переднього краю поранених, надавав їм першу допомогу і переправляв у тил. Всього за період боїв на правому березі Дніпра особисто виніс з поля бою 101 пораненого бійця. Евакуйовано в тил до 2000 поранених бійців 75-ї гвардійської і 112-ї стрілецьких дивізії 60-ї армії.
У боях під Житомиром вдруге отримав поранення. Після одужання продовжував медичну службу в частинах Туркестанського військового округу. У 1949 році закінчив два курси Військово-медичної академії імені С. М. Кірова.
Капітан медичної служби В. О. Коляда помер 2 січня 1953 року.

## Нагороди
Указом Президії Верховної Ради СРСР від 17 жовтня 1943 року «за успішне форсування річки Дніпро північніше Києва, міцне закріплення плацдарму на західному березі річки Дніпро та виявлені при цьому відвагу і героїзм», старшому лейтенантові Коляді Василю Олексійовичу присвоєне звання Героя Радянського Союзу з врученням ордена Леніна і медалі «Золота Зірка» (№ 2210).
Також нагороджений двома орденами Червоної Зірки (19.02.1943, 30.10.1943) і медалями.